# 于讷河畔圣但尼
于讷河畔圣但尼（法語：Saint-Denis-sur-Huisne，法語發音：[sɛ̃ dəni syʁ ɥin] ⓘ）是法国奥恩省的一个市镇，位于该省东南部，属于莫尔塔涅欧佩什区。

## 地理
于讷河畔圣但尼（48°28'7"N, 0°32'34"E）面积4.59 平方千米，位于法国诺曼底大区奧恩省，该省份为法国西北部内陆省份，北起顺时针与卡爾瓦多斯省、厄尔省、厄尔-卢瓦省、萨尔特省、马耶讷省和芒什省接壤。
与于讷河畔圣但尼接壤的市镇（或旧市镇、城区）包括：圣朗吉莱莫尔塔涅、帕尔丰德瓦勒、勒潘拉加雷讷、雷韦永、圣茹安德布拉武。
于讷河畔圣但尼的时区为UTC+01:00、UTC+02:00（夏令时）。

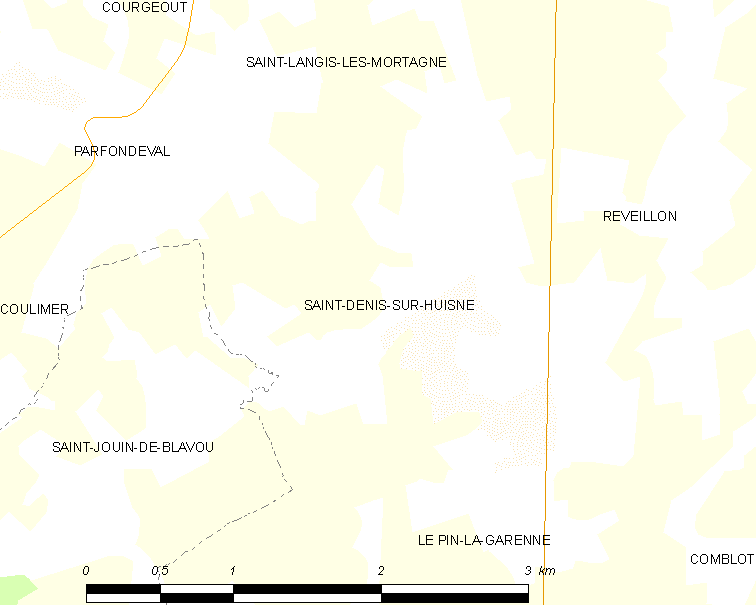
于讷河畔圣但尼的OSM定位图

## 行政
于讷河畔圣但尼的邮政编码为61400，INSEE市镇编码为61381。

## 政治
于讷河畔圣但尼所属的省级选区为莫尔塔涅欧佩什县。

## 人口

1962-2008年间于讷河畔圣但尼人口变化图示

于讷河畔圣但尼于2022年1月1日时的人口数量为60人。